# Nikólaos Kurtidis
Nikólaos Kurtidis –en griego, Νικόλαος Κουρτίδης– (1 de abril de 1986) es un deportista griego que compitió en halterofilia. Ganó dos medallas en el Campeonato Europeo de Halterofilia, plata en 2009 y bronce en 2006.

## Palmarés internacional
| Campeonato Europeo | Campeonato Europeo     | Campeonato Europeo | Campeonato Europeo |
| Año                | Lugar                  | Medalla            | Categoría          |
| ------------------ | ---------------------- | ------------------ | ------------------ |
| 2006               | Władysławowo (Polonia) | Medalla de bronce  | 94 kg              |
| 2009               | Bucarest (Rumania)     | Medalla de plata   | 94 kg              |